# Pizieux
Pizieux ist eine französische Gemeinde mit 74 Einwohnern (Stand: 1. Januar 2022) im Département Sarthe in der Region Pays de la Loire; sie gehört zum Arrondissement Mamers und zum Kanton Mamers. 

## Geographie
Pizieux liegt etwa 38 Kilometer nordnordöstlich von Le Mans. Umgeben wird Pizieux von den Nachbargemeinden Saint-Longis im Norden, Saint-Rémy-des-Monts im Osten und Nordosten, Commerveil im Osten und Südosten, Saint-Calez-en-Saosnois im Süden und Südwesten sowie Saosnes im Westen und Nordwesten.

## Bevölkerungsentwicklung
| 1962                      | 1968 | 1975 | 1982 | 1990 | 1999 | 2006 | 2013 |
| ------------------------- | ---- | ---- | ---- | ---- | ---- | ---- | ---- |
| 156                       | 117  | 104  | 86   | 94   | 93   | 90   | 81   |
| Quelle: Cassini und INSEE |      |      |      |      |      |      |      |

## Sehenswürdigkeiten
- Kirche Saint-Rémy aus dem 12. Jahrhundert
- altes Pfarrhaus aus dem 17. Jahrhundert, seit 1926 Monument historique